# Angelica nakaiana
Angelica nakaiana är en växtart i släktet Angelica och familjen flockblommiga växter. Arten förekommer i nordöstra Kina och i norra Korea. Den beskrevs först av Masao Kitagawa, och fick sitt nu gällande namn av Michail Pimenov.